# Guerra franco-siamesa
La guerra franco-siamesa de 1893 (conocida en Tailandia como Incidente del R.S. 112) (en tailandés: วิกฤตการณ์ ร.ศ. 112, rtgs: wikrittakan roso-roisipsong) fue un conflicto entre la Tercera República Francesa y el Reino de Siam.
Auguste Pavie, vicecónsul francés en Luang Prabang en 1886, fue el principal agente para promover los intereses franceses en Laos. Sus intrigas, que aprovechaban la debilidad siamesa en la región y las invasiones periódicas de los rebeldes de Vietnam de Tonkín, aumentaron las tensiones entre Bangkok y París. La guerra se desarrolló en dos escenarios. Uno en Laos, otro en el río Chao Phraya, río navegable en cuya orilla esta Bangkok. La última acción de guerra fue el bloqueo de Bangkok. El reino de Siam aceptó las exigencias de Francia. Aceptaron ceder Laos a Francia, acto que condujo a la importante expansión de Indochina francesa.

## Antecedentes
Siam había tenido una guerra que le había debilitado. Esta eran las guerras siamesas contra los Haw (guerra siamesa contra los ejércitos de banderas) (1865-1890). Durante estas guerras, los siameses intentaron pacificar el norte de Siam y Tonkín.[cita requerida]
Los franceses tenían intereses en expandirse por la zona. Dos eventos sirvieron de justificación para la guerra.
- Los gobernadores siameses en Khammuan y Nong Khai expulsaron a tres comerciantes franceses del Mekong en septiembre de 1892, dos de ellos, Champenois y Esquilot, bajo sospecha de contrabando de opio.[1][2]
- El 30 de noviembre, el cónsul francés en Luang Prabang, Victor-Alphonse Massie, febril y desanimado, se suicidó de regreso a Saigón.[1][2]

Estos incidentes fueron utilizados por el Partido Colonial (Parti Colonial) para generar una opinión pública favorable a una agresión francesa a Siam.
La muerte de Massie dejó vacante el cargo de cónsul de Luang Prabang. Este fue ocupado por Auguste Pavie. En marzo de 1893, Pavie exigió que los siameses evacuaran a todos los puestos militares en el lado este del río Mekong al sur de Khammouan, alegando que la tierra pertenecía al antiguo Vietnam y por lo tanto a Indochina Francesa. Para respaldar estas demandas, los franceses enviaron la cañonera Lutin que ancló en el río Chao Phraya, frente a la Embajada de Francia en Bangkok.

## Inicio del Conflicto

### Invasión francesa
El Reino de Siam rechazó las demandas de Francia. Por esto, en abril de 1893, Jean de Lanessan envió tres columnas militares a la región en disputa para asegurar el control francés de la zona. Una en el norte, otra central, y otra en el sur.
La columna norte avanzó hasta la isla Khoung, una isla fluvial del río Mekong. En esta isla, los franceses fueron asediados. En este asedio fue capturado un oficial, Thoreaux.
La columna central no encontró resistencia. Ocho pequeñas guarniciones siamesas al oeste del río Mekong se retiraron cuando llegaron los franceses. Las otras columnas encontraron resistencia
La columna sur avanzó sin problemas hasta que una emboscada de los siameses en el pueblo de Keng Kert resultó en la muerte del inspector de policía francés Grosgurin.

##### Emboscada de Keng Kert
El inspector Grosgurin fue un inspector francés y comandante de una milicia vietnamita en Laos. Previamente, había participado en varias exploraciones de la región. Fue miembro de una de las columnas armadas francesas enviadas en abril de 1893 por Lassenan para cruzar la Cordillera Annamita (actualmente es la frontera entre Laos y Vietnam) hacia el área de Khammuan en Laos (actual Thakhek) y ocupar el territorio en disputa. El 25 de mayo, la columna logró expulsar al Comisionado Siamés de Khammuan. Poco después, el 5 de junio, el comisionado siamés atacó el pueblo de Kien Ket, donde Grosgurin había acampado con su milicia. En ese momento estaba postrado en su lecho a causa de una enfermedad. La emboscada resultó en la destrucción del pueblo y la muerte de Grosgurin y 17 vietnamitas. El incidente y la muerte de Grosgurin se conocieron como el "Asunto de Kham Muon (Kien Chek)" y finalmente se utilizaron como pretexto para ampliar las fuerzas militares francesas en la zona.

## Campaña sobre Bangkok
Previamente, los británicos enviaron tres barcos de la armada a la desembocadura del río Chao Phraya, en caso de que fuera necesaria la evacuación de los ciudadanos británicos.
El 13 de julio, Las cañoneras Inconstant y Comète de la Marina de Guerra Francesa llegaron a la desembocadura del río Chao Phraya y tenían intención de navegar río arriba con la intención de juntarse con la cañonera Lutin, estacionada frente a la embajada francesa en Bangkok. Esta embajada se encontraba río arriba, a tres cuartas partes de la ruta fluvial de Paknan a Bangkok. Sin embargo, tenían temor de que el sistema de defensa de Paknan (pueblo cerca a la desembocadura del río) destruya los barcos.
En una acción desesperada, el capitán Borey decidió cruzar el ingreso con la marea alta justo después de la puesta del sol del 13 de julio. El vapor Jean Baptiste Say sería quien iría al frente. A las 18:15 cesó la lluvia y los artilleros siameses observaron a los barcos franceses pasar junto al faro cercano. Se ordenó a los artilleros siameses que dispararan tres tiros de advertencia; si eran ignorados, entonces un cuarto disparo indicaría a sus cañoneras que abrieran fuego.

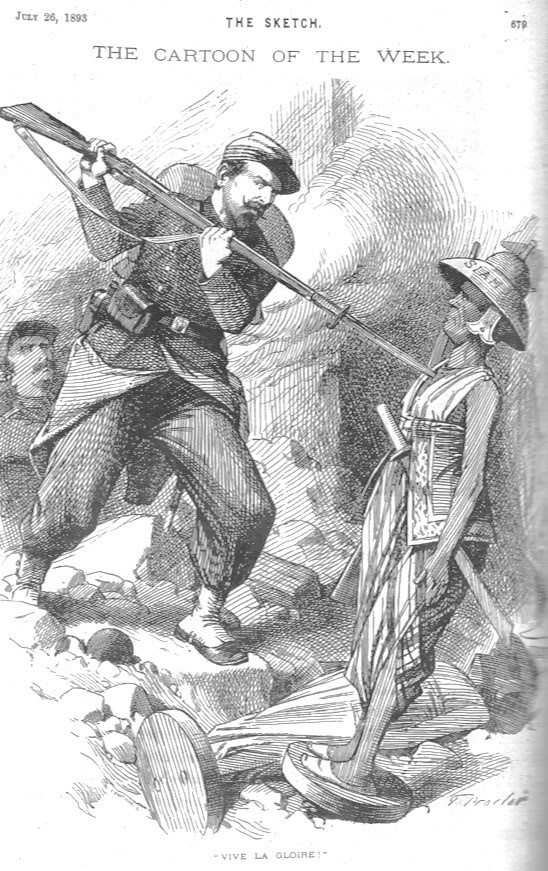
Caricatura del periódico The Sketch. Soldado francés atacando a una inofensiva figura de madera. Esta representa la facilidad de la victoria francesa sobre el Reino de Siam.

El Jean Baptiste Say fue alcanzado varias veces por fuego de cañón y el capitán se vio obligado a dejarlo en tierra en Laem Lamphu Rai. Ningún proyectil alcanzó el fuerte de Phra Chulachomklao. En 25 minutos el Inconstant y el Comète había traspasado la línea de defensa siamesas. El saldo de la operación era de quince siameses y dos franceses. A las 22:00 horas del 13 de julio, Capitán Borey había llegado a la Embajada de Francia en Bangkok.
El 20 de julio, los franceses apuntaron sus armas hacia el Gran Palacio de Bangkok. Los franceses lanzaron un ultimátum a los siameses. En este exigían:
- que se les entregara el territorio al este del río Mekong y retiraran las guarniciones siamesas de la zona.
- Que los siameses pagaran una indemnización de tres millones de francos en reparación por los combates en Paknam,
- y castigar a los responsables de los asesinatos en el territorio en disputa.[2]

Debido a que Siam no accedió al ultimátum, los franceses bloquearon la costa siamesa.
Los siameses no encontraron apoyo británico, por lo que aceptaron las condiciones de los franceses.
Los franceses exigieron como garantía:
- la ocupación temporal de Chantaburi
- y la desmilitarización de Battambang, Siem Reap y una franja de 25 kilómetros de ancho en la ribera occidental del río Mekong.[2]

El conflicto condujo a la firma del Tratado Franco-Siamés, el 3 de octubre de 1893.

Territorios perdidos por Siam entre 1862 y 1909. En rojo se representa a los territorios cedidos a los británicos; en morado, los territorios cedidos a los franceses.

## Consecuencias
Los siameses cedieron Laos a Francia, expandiendo significativamente la Indochina francesa. El Reino de Laos se convirtió en un protectorado, inicialmente bajo el mando del Gobernador General de Indochina en Hanói. Pavie, quien puso a Laos bajo el dominio francés, se encargó de oficializar la anexión en Hanói.[cita requerida]
Los franceses y británicos tenían fuertes intereses en controlar partes de Indochina. Dos veces en la década de 1890, estuvieron al borde de la guerra por dos rutas diferentes que conducían a Yunnan.[cita requerida]
En 1896, Francia firmó un tratado con Gran Bretaña que delineó la frontera entre Laos y el territorio británico en la Alta Birmania.[cita requerida]
En 1904, los franceses y los británicos dejaron de lado sus muchas diferencias con la Entente Cordiale, poniendo fin a esta disputa en el sudeste asiático.[cita requerida]
En un principio, el límite entre Laos y Siam era el río Mekong, esto cambió en 1904. Siam cedió territorio a Francia. La provincia de Saiyabuli a Laos, y la provincia de Preah Wijía a Camboya (La parte norte, que esta frente a la histórica Pakse, y pasó a Laos).[cita requerida]
Francia ocupó las provincias de Chanthaburi y Trat hasta 1907, cuando Siam le cedió las provincias de Battambang, Siem Reap y Sisophon. Las tres fueron anexadas a Camboya.[cita requerida]
Phra Yot, el funcionario responsable de la muerte de Grosgurin, fue inicialmente absuelto en marzo de 1894. Ante las irregularidades del juicio, se convocó un "Tribunal mixto franco-siamés" en junio de 1894. El tribunal concluyó que Phra Yot había traído fuerzas adicionales para rodear la casa ocupada por un enfermo Grosgurin, estas fuerzas superaron en número a la pequeña milicia vietnamita. Grosgurin y los vietnamitas que no pudieron escapar fueron asesinados y la casa posteriormente incendiada por orden de Phra Yot. En un acuerdo conjunto entre los siameses y los franceses, Phra Yot fue condenado a 20 años de trabajos forzados. El procurador de la defensa fue el abogado de Ceilán William Alfred Tilleke, quien más tarde fue nombrado Fiscal General de Siam y el rey le otorgaría un título nobiliario.

## Galería

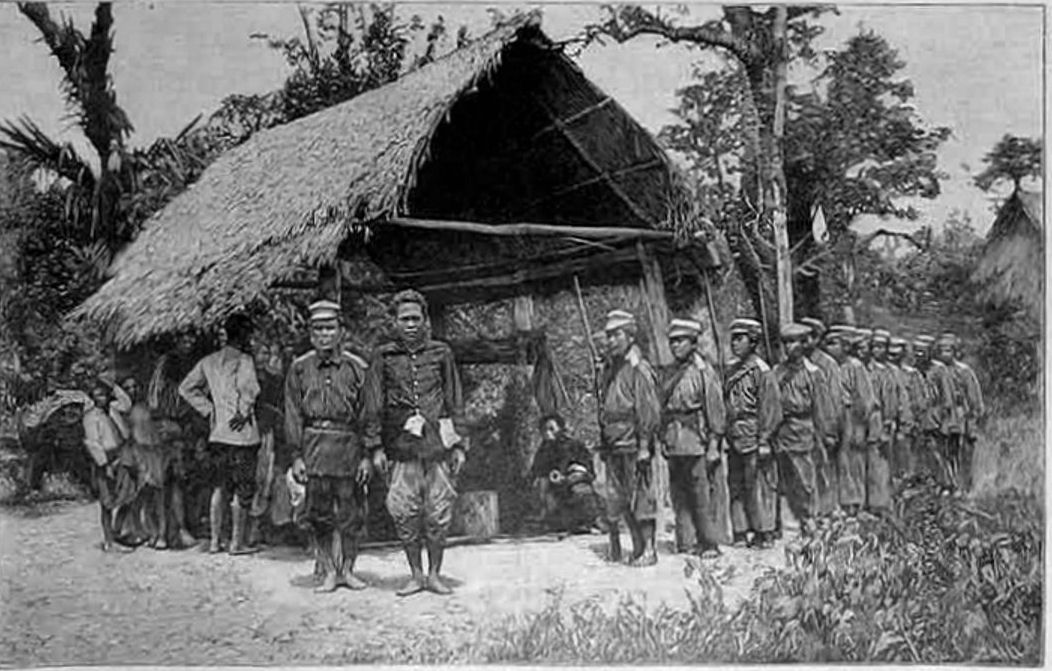
Ejército siamés en Laos en 1893
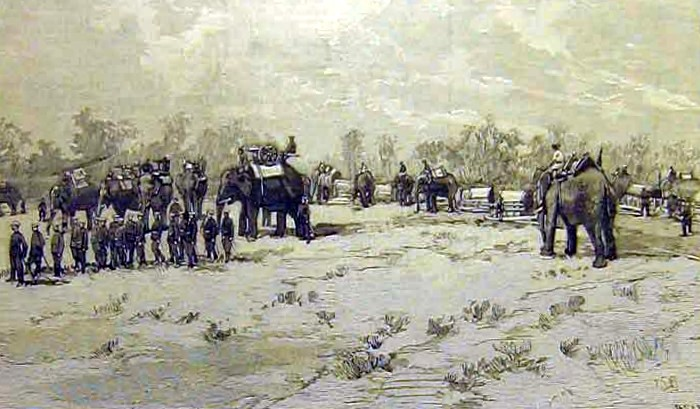
Artillería montada en elefantes siameses en Laos en 1893
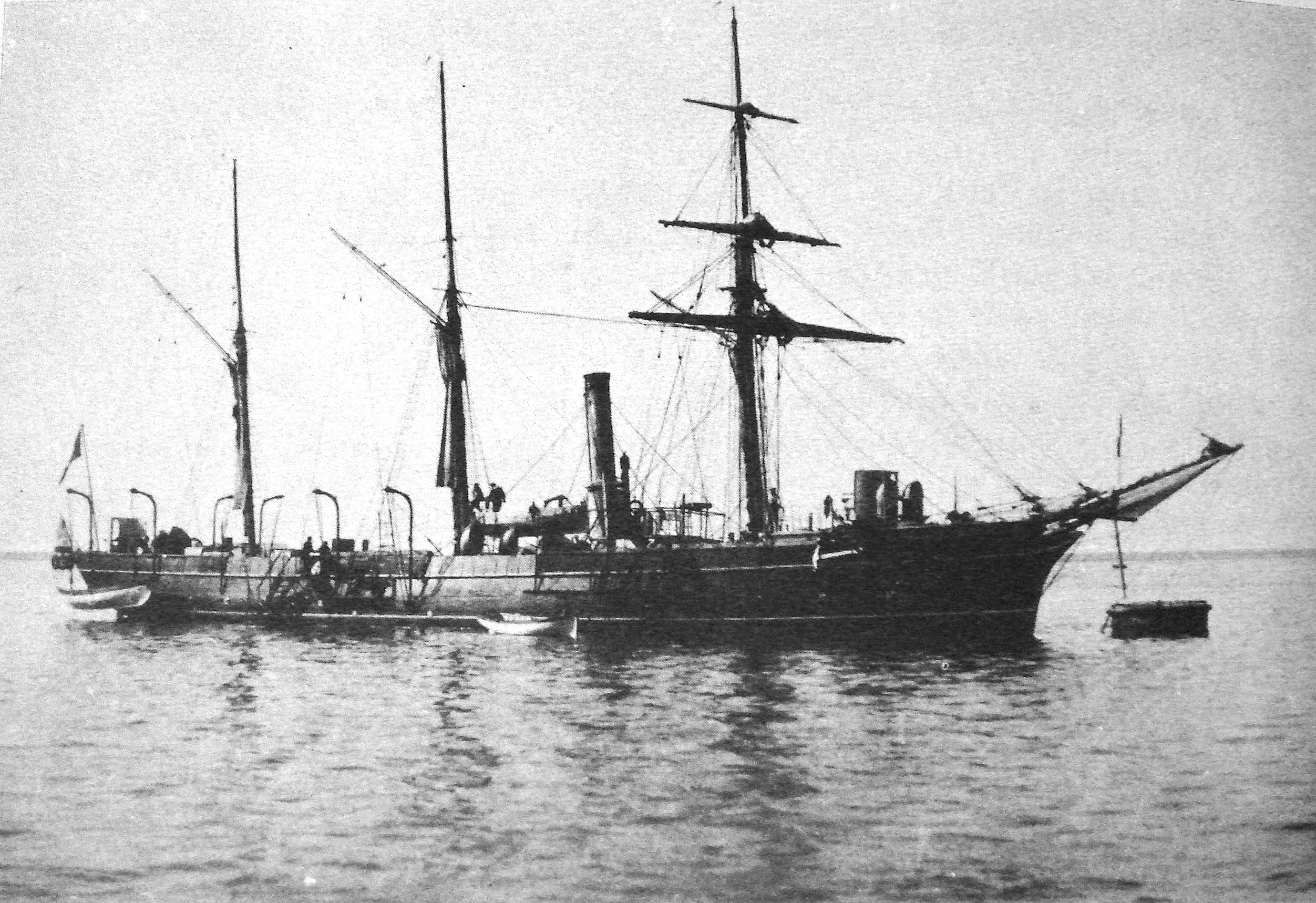
La cañonera francesa Comète (1884-1909)
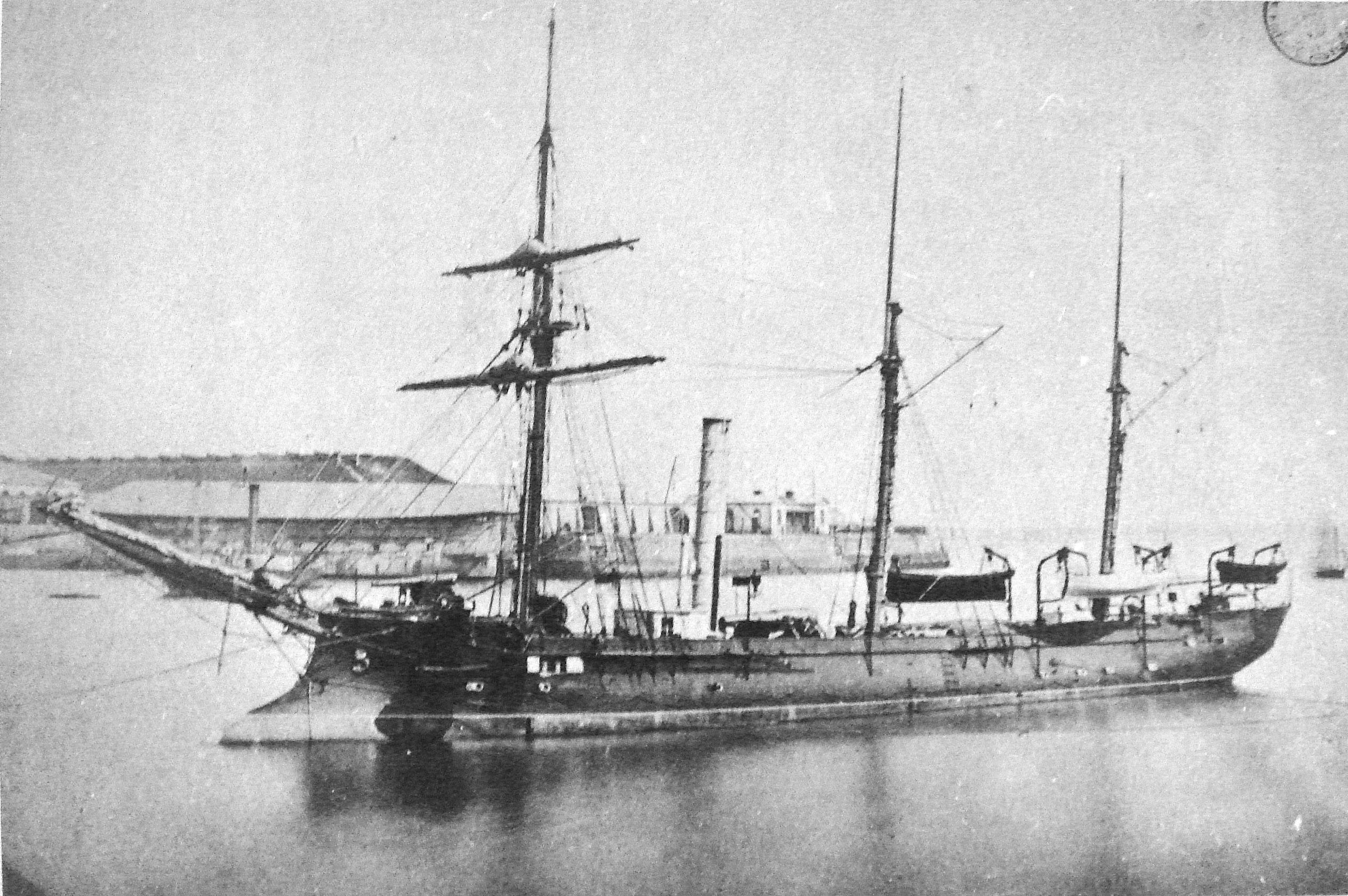
La cañonera Lutin (1877-1897) estuvo estacionada en el centro de Bangkok en marzo de 1893.